# Ramsar Airport
Ramsar Airport är en flygplats i Iran. Den ligger i den norra delen av landet, 150 km norr om huvudstaden Teheran. Den ligger 21 meter under havet och trafikeras av Iran Aseman Airlines.
Terrängen runt Ramsar Airport är varierad. Runt Ramsar Airport är det ganska tätbefolkat, med 116 invånare per kvadratkilometer. Närmaste större samhälle är Ramsar, 2,9 km väster om Ramsar Airport. Omgivningarna runt Ramsar Airport är en mosaik av jordbruksmark och naturlig växtlighet.